# Dicraeosauridae
Los dicreosáuridos (Dicraeosauridae, "lagartos horquilla") son una familia de dinosaurios saurópodos que vivieron desde el Jurásico superior hasta el Cretácico inferior (hace aproximadamente entre 150 y 130 millones de años, desde el Kimmeridgiense hasta el Barremiense), en lo que hoy es Norteamérica, Sudamérica y África.

## Descripción
Los dicreosáuridos eran saurópodos de moderado tamaño comparado con sus congéneres. El más grande llegó a los 20 m. Poseían un cuello corto, adaptación para comer en el suelo y una cola larga. Las espinas de las vértebras cervicales y dorsales eran largas y bifurcadas, pudiendo sostener una vela.

## Sistemática
Se define como todos los diplodocoides más cercanos a Dicraeosaurus que a Diplodocus. Es el clado más inclusivo que incluye a Dicraeosaurus hansemanni (Janensch, 1914) pero no a Diplodocus longus (Marsh, 1878).